# Newtonia brunneicauda
Newtonia-comum ou vanga-de-ventre-ferrugíneo (Newtonia brunneicauda) é uma espécie de ave da família Vangidae.
É endémica de Madagáscar.
Os seus habitats naturais são: florestas secas tropicais ou subtropicais e florestas subtropicais ou tropicais húmidas de baixa altitude.